# Para (rivier)
De Pararivier, ook wel Parakreek, is een rivier in Suriname. Het is een zwartwaterrivier. De rivier ontstaat uit een aantal kreekjes in het deklandschap van de districten Brokopondo en Para. Verder noordwaarts mondt ze uiteindelijk uit in de Surinamerivier. De rivier staat bekend om haar natuurschoon, eilandgras en bruine water en is vrij smal en diep.
De bekendste kreken die er in het deklandschap in uitvloeien, bij Berlijn, zijn de Parakreek en de Saramaccakreek. Hierna komen er achtereenvolgens de Sabakoe, Carolinakreek en Buffelskreek in uit; de laatste ontvangt kort ervoor veel water uit de samenvloeiing van de Anjoemarakreek en de Malasikreek. De laatste twee ontspringen beide in het savannegebied.
Vervolgens vloeien in de Oude Kustvlakte achtereenvolgens de kreken Coropina, Tawaycoura en Jawasi in de Para; de laatste ten noorden van Overtoom.
Ten zuiden aan de Meursweg werd de Paradoorsnede gegraven tussen de Para- en de Surinamerivier.
De 'Highway' van Zanderij naar de Avobakaweg verloopt via een brug over de Pararivier.
- Virtual International Authority File: 245747231